# 转棘旋壳虫
转棘旋壳虫（学名：Streblacantha circumtexta）为旋壳虫科棘旋壳虫属的动物。分布于挪威以及中国东海等海域。